# Рёсслер, Рудольф (разведчик)
Рудольф Рёсслер (нем. Rudolf Rößler, 22 ноября 1897, Кауфбойрен, Бавария — 11 декабря 1958, Кринс, Люцерн) — один из наиболее эффективных агентов времён Второй мировой войны, осуществлявший сбор разведданных в пользу Швейцарии, Великобритании, США и СССР, агентурный псевдоним Люси (англ. Lucy). Являлся самым высокооплачиваемым агентом советской разведки за всю Вторую мировую войну.

## Биография

### До Второй мировой войны
Сын католика-чиновника баварского лесного ведомства. Образование получил в Аугсбурге. Участник Первой мировой войны. Юный Рудольф считал себя истинным патриотом Германии и записался на фронт добровольцем. Но оказалось, что он не может заставить себя стрелять в людей, и поэтому ходил в атаку с незаряженной винтовкой. Именно в тех окопах он вероятно и сдружился с офицерами, которые потом, занимая высшие посты в гитлеровском командовании, снабжали его сверхценной информацией. После окончания войны работал журналистом — сначала репортёром в Аугсбурге, затем литературным критиком в Берлине.
Был дружен со многими представителями искусства, преследовавшимися нацистами, и сам таким образом стал противником национал-социалистического режима. Его публикации этого периода были консервативно-католической и антинацистской направленности. Из-за этого в июне 1933 года потерял место члена наблюдательного совета Südwestdeutschen Bühne G.m.b.H. и должность директора Bühnenvolksbundverlag G.m.b.H. Также Рёсслеру запретили работать в качестве драматурга и издателя. В 1934 году он был вынужден эмигрировать в Швейцарию. Поселившись в Люцерне, Рёсслер открыл маленькое книжное издательство «Вита-Нова».

### Деятельность в качестве разведчика
Начал работать на Советский Союз с ноября 1942 года. Поначалу его считают провокатором. Однако после получения первого же задания, он достаёт для СССР данные высшей степени секретности. Для продолжения сотрудничества в Москве решают выяснить источники нового агента. Рёсслер отказывается выдать своих информаторов. Предполагается, что Рёсслер получал информацию из нескольких источников. Первый, под кодовым именем «Вертер», кто-то из штаба Вермахта. Второй «Ольга» из командования Люфтваффе. Также существуют противоречивые данные о своем человеке в МИДе и даже в ставке Гитлера.
Именно Рёсслер передал в Москву данные о среднем (по советской классификации — тяжёлом) танке Пантера, включая сведения о толщине брони, особенностях вооружения, объёмах производства, а также месторасположение заводов-изготовителей.
В 1943 году через Шандора Радо передал советской разведке данные об операции «Цитадель» (Битве на Курской дуге). Источник информации фигурировал под псевдонимом «Вертер» и долгое время оставался неизвестным. Согласно Рёсслеру, данные исходили от высокопоставленных членов германского командования, которых Рёсслер знал ещё с довоенных времён.
На Нюрнбергском процессе начальник штаба ОКВ генерал-полковник Альфред Йодль говорил, что сведения об операции появились в Москве раньше, чем у него на письменном столе.
Существует версия, что Рёсслер работал на британскую разведку и получил сведения от неё. Согласно мемуарам генерал-лейтенанта Павла Судоплатова, руководителя одного из управлений НКВД, Рёсслер был каналом дозированной информации в Москву от английской разведки, что было выявлено при сопоставлении его информации с разведданными от Кембриджской пятерки.
Рёсслер имел контакты с участниками заговора 20 июля и отделом прессы британского посольства в Берне.
После войны Рёсслер продолжил свою деятельность, передавая разведданные из Западной Германии на Восток, за что был арестован и получил один год тюрьмы. Умер вскоре после освобождения.

## Сочинения
- Schauspiel 1928/29. Berlin, 1929.
- Schauspiel 1929/30. Berlin, 1930.
- Die Kriegsschauplätze und die Bedingungen der Kriegführung. Luzern, 1941.